# Interstate 11
Pour les articles homonymes, voir I11 et Route 11.
L'Interstate 11 (I-11) est une autoroute qui parcourt 22,8 miles (36,7 km) dans un axe majoritairement sud-est/nord-ouest au Nevada. L'I-11 forme un multiplex avec US 93 entre la limite de l'Arizona et Boulder City. L'autoroute est planifiée pour relier la ville de Reno, Nevada, à Nogales, Arizona. Le plan est d'améliorer la US 93 pour la mettre aux normes autoroutières entre Wickenburg jusqu'à la frontière du Nevada au-dessus du fleuve Colorado ainsi que la US 95 au Nevada. Un tracé exact pour l'I-11 demeure à être confirmé à l'extérieur des segments mentionnés. Quelques corridors potentiels ont été identifiés.
Comme proposé en 2012, l'autoroute reliera Casa Grande, près de Phoenix, à Las Vegas. Les extensions au nord jusqu'à Reno et au sud jusqu'à Nogales ont été approuvées en 2015.
Le numéro proposé pour l'I-11 ne respecte pas les conventions puisque cette autoroute sera à l'est de l'I-15. Elle aurait dû porter un numéro plus élevé, mais l'I-17 existe déjà à l'est de l'I-11. Les plans subséquents de prolonger l'I-11 jusqu'à Reno placeraient cette portion à l'ouest de l'I-15, en conformité avec les conventions usuelles.
En 2019, la législation du Nevada a voté une loi pour nommer l'entièreté du trajet de l'I-11 dans l'État comme Purple Hearth Highway.

## Description du tracé

### Arizona
Le terminus sur de l'autoroute sera à Nogales, à la jonction avec l'I-19. Comme prévu à l'origine, l'autoroute joindra l'I-10 à Tucson et continuera jusqu'à Casa Grande. Cependant, d'autres alternatives ont été étudiées et un autre corridor potentiel fait passer l'I-11 à travers les Tucson Mountains pour contourner la ville de Tucson. Elle serait ensuite parallèle à l'I-10 jusqu'à Casa Grande. Les deux innterstates seraient à quelques miles l'un de l'autre et une courte connexion est proposée à Marana.

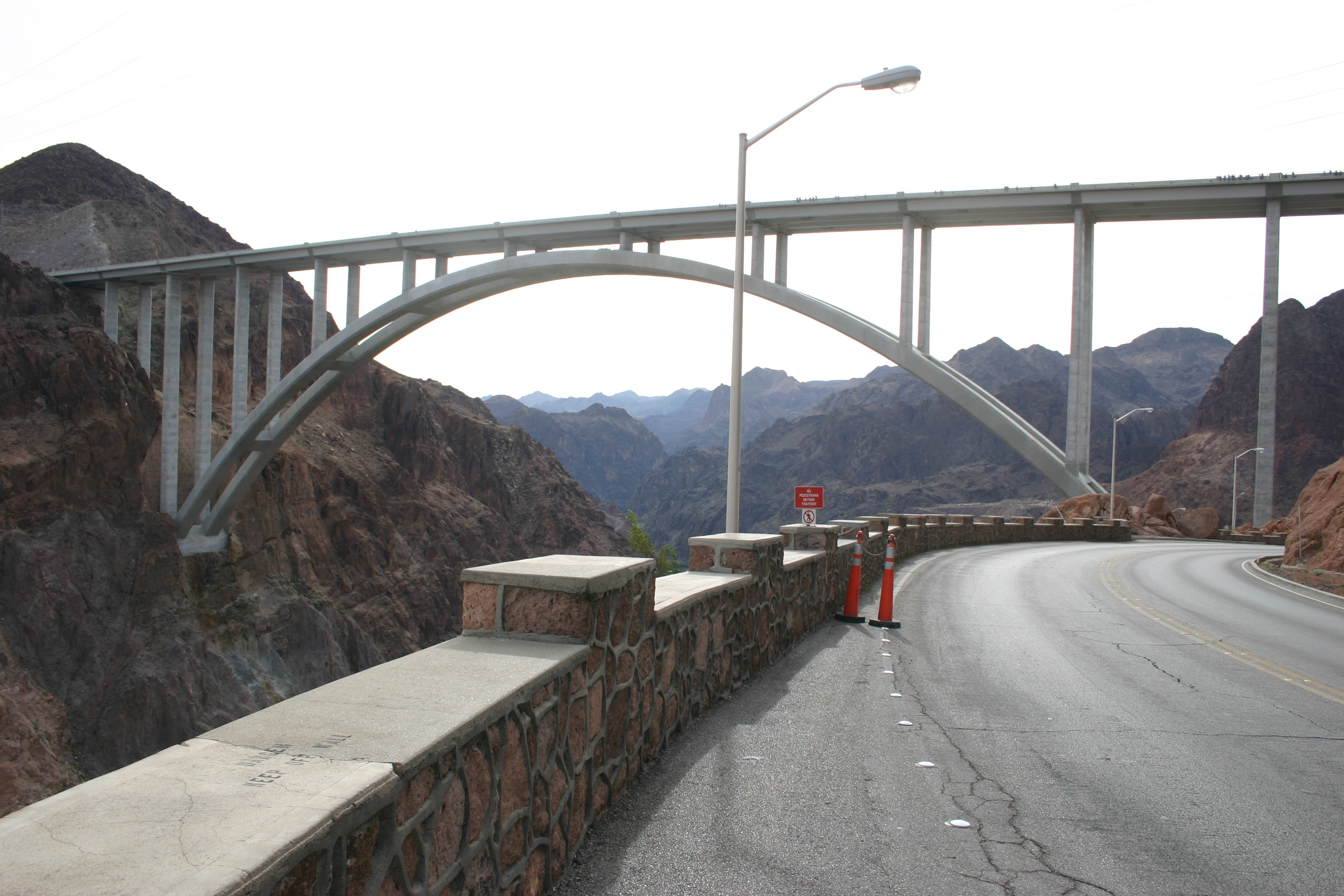
Le Mike O'Callaghan–Pat Tillman Memorial Bridge près du Hoover Dam en 2010

Près de l'échangeur entre l'I-8 et l'I-10 à Casa Grande, l'autoroute se séparerait de l'I-10 et voyagerait plutôt vers l'ouest et le nord comme route de contournement de Phoenix. Deux corridors ont été identifiés pour cette section. D'abord, l'autoroute formerait un multiplex avec l'I-8 jusqu'à Gila Bend et, à partir de là, s'orienterait vers le nord jusqu'à un échangeur avec l'I-10 à Buckeye ou Tonopah. Le second corridor identifié formerait un multiplex avec l'I-8 jusqu'à la Loop 303 ou la Hassayampa Freeway et suivrait le tracé de l'autoroute choisie.
Au nord de l'I-10, à Buckeye ou Tonopah, les études ont identifié un corridor qui est plutôt parallèle à la rivière Hassayampa avec deux alignements possibles. Le premier créerait une nouvelle autoroute vers le nord jusqu'à US 60 / SR 74 à Morristown, avant de s'orienter vers le nord-ouest pour former un multiplex avec US 60 jusqu'à son croisement avec US 93 à Wickenburg. À partir de là, l'I-11 formerait un multiplex avec US 93. Le second alignement suivrait la Hassayampa Freeway jusqu'à un croisement avec US 93 au nord-ouest de Wickenburg.
L'autoroute formerait alors un multiplex avec US 93 à travers le nord de l'Arizona, incluant un multiplex avec l'I-40 près de Kingman. L'autoroute traverserait alors le Pont Mémorial Mike O'Callaghan–Pat Tillman pour entrer au Nevada.

### Nevada

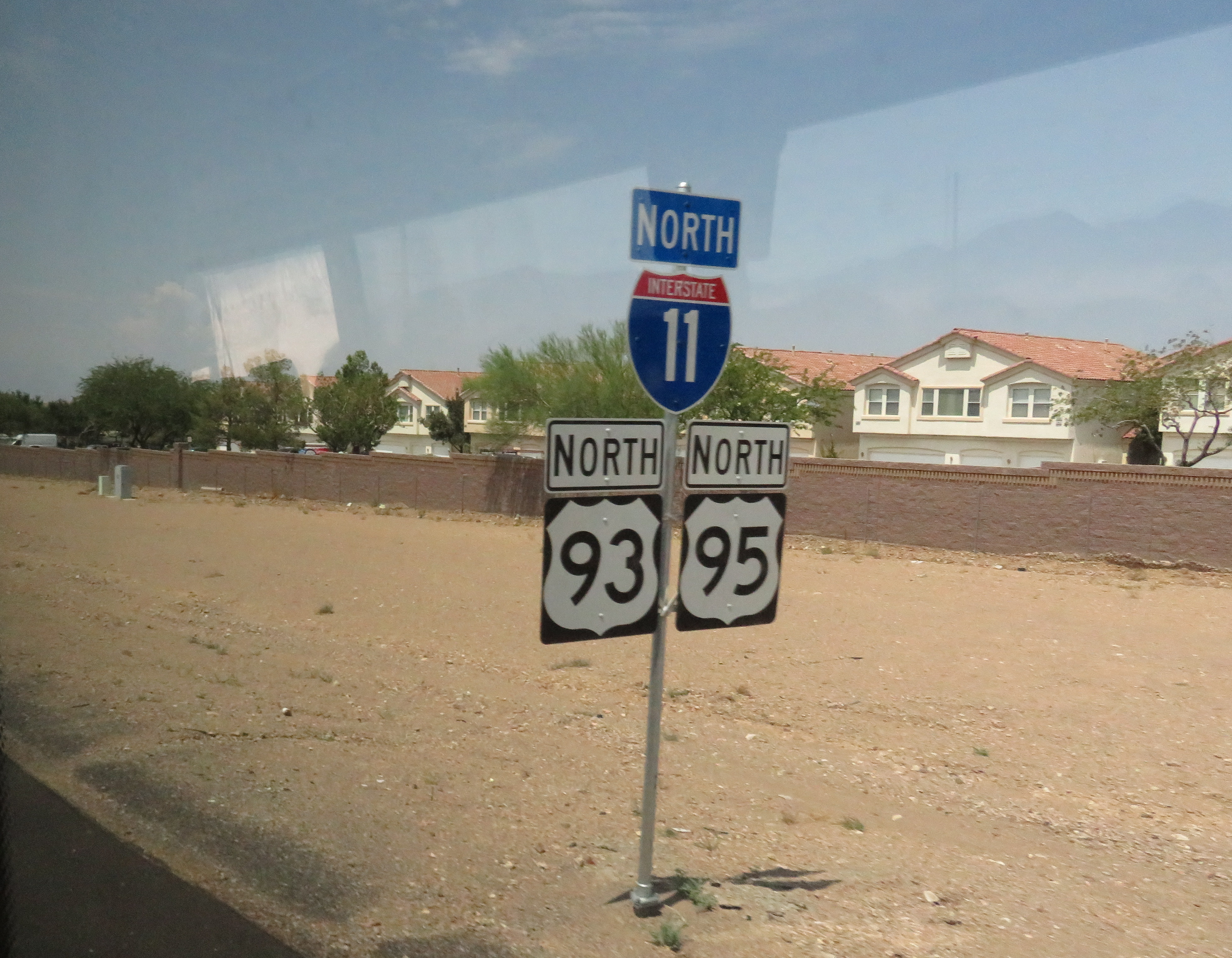
Panneaux de l'I-11 à Henderson avec les panneaux pour US 93 / US 95 en 2018

Au Nevada, l'autoroute commence actuellement à la frontière avec l'Arizona près du Hoover Dam. Elle parcourt alors 15 miles (24 km) jusqu'à Boulder City en la contournant. Elle forme un multiplex avec US 93. Elle joint la US 95 au mile 14. Continuant vers le nord-ouest, l'autoroute emprunte un ancien corridor de l'I-515 autour de Henderson avant de se terminer dans cette même ville à la jonction avec l'I-215 et SR 564.
Trois corridors potentiels ont été identifiés pour le tracé dans la Vallée de Las Vegas. Le premier ferait passer l'autoroute à l'ouest et ensuite au nord le long de l'I-215 autour du cœur de la zone métropolitaine. L'autoroute quitterait ensuite la ville par le nord-ouest, se dirigeant près de la jonction de la US 95 et de la SR 157 (Kyle Canyon Road). La deuxième alternative est que l'autoroute suive l'I-515 / US 93 / US 95 jusqu'au centre-ville de Las Vegas, puis forme un multiplex avec US 95 au nord-ouest de SR 157. La troisième alternative est de faire quitter l'I-11 près de Railroad Pass et de créer une nouvelle route à l'est de la Vallée de Las Vegas jusqu'à un nouvel échangeur avec l'I-15 / US 93 entre Apex et North Las Vegas. L'autoroute formera alors un multiplex avec lI-15 / US 93 jusqu'à l'intersection avec l'I-215 à North Las Vegas. Elle suivrait alors l'I-215 jusqu'à l'intersection avec US 95 pour finalement former un multiplex avec cette dernière et SR 157.

## Liste des sorties
| Interstate 11                             |                 |       |       |                                                                                   |                                                                                      |                                                                                  |
| Comté                                     | Municipalité    | mi    | km    | Sortie                                                                            | Intersections / Destinations                                                         | Notes                                                                            |
| Clark                                     | Fleuve Colorado | 0,00  | 0,00  |                                                                                   | US 93 sud – Kingman                                                                  | Continue en Arizona jusqu'au terminus                                            |
| Clark                                     | Fleuve Colorado | 0,00  | 0,00  | Mike O'Callaghan–Pat Tillman Memorial Bridge; Limite entre le Nevada et l'Arizona |                                                                                      |                                                                                  |
| Clark                                     | Lake Mead NRA   | 2,03  | 3,27  | 2                                                                                 | SR 172 (en) Boulder City Parkway / Hoover Dam Access Road – Boulder City, Hoover Dam | Terminus ouest de SR 172                                                         |
| Clark                                     | Boulder City    | 13,59 | 21,87 | 14                                                                                | US 95 sud / SR 173 (en) nord – Searchlight, Boulder City                             | Terminus sud du multiplex avec US 95                                             |
| Clark                                     | Henderson       |       |       | 15A                                                                               | Railroad Pass Casino Road                                                            |                                                                                  |
| Clark                                     | Henderson       |       |       | 15B                                                                               | Boulder City Parkway – Boulder City                                                  | Sortie direction sud, entrée direction nord                                      |
| Clark                                     | Henderson       | 17,24 | 27,74 | 17A                                                                               | Wagon Wheel Drive / Nevada State Drive                                               | Indiqué sortie 17 en direction sud                                               |
| Clark                                     | Henderson       | 17,24 | 27,74 | 17B                                                                               | Boulder Highway                                                                      | Sortie direction nord, entrée direction sud; terminus sud de SR 582              |
| Clark                                     | Henderson       | 18,94 | 30,47 | 19                                                                                | College Drive                                                                        | Dessert le College of Southern Nevada                                            |
| Clark                                     | Henderson       | 20,79 | 33,46 | 20                                                                                | Horizon Drive                                                                        |                                                                                  |
| Clark                                     | Henderson       | 22,82 | 36,72 | 23                                                                                | I-215 ouest (Bruce Woodbury Beltway) / SR 564 (en) est (Lake Mead Parkway)           | Terminus est de l'I-215; terminus ouest de SR 564; sortie 1 de l'I-215           |
| Clark                                     | Henderson       | 22,82 | 36,72 |                                                                                   | I-515 nord / US 93 nord / US 95 nord                                                 | Terminus nord du multiplex avec US 93 / US 95; continue au-delà du terminus nord |
| - Terminus de multiplex - Accès incomplet |                 |       |       |                                                                                   |                                                                                      |                                                                                  |